# Второе правительство Яценюка
Второе правительство Арсения Яценюка — украинское правительство, сформированное 2 декабря 2014 года, после утверждения 27 ноября 2014 года Верховной Радой Украины 8 созыва кандидатуры Арсения Яценюка на должность премьер-министра.
10 апреля Яценюк заявил о своем уходе в отставку с поста премьер-министра Украины. Отставка Яценюка утверждена Верховной Радой 14 апреля, в результате чего правительство было расформировано.

## Работа правительства
27 ноября 2014 года, Рада избрала председателем Владимира Гройсмана (359 голосов «за» при трёх воздержавшихся) и утвердила кандидатуру Арсения Яценюка на пост премьер-министра Украины (341 голос «за», два — «против» при семи воздержавшихся), поручив ему до 2 декабря сформировать правительство. С внеочередным посланием к парламенту выступил президент Украины Пётр Порошенко.
В тот же день была сформирована коалиция из 302 депутатов в составе: «Блок Петра Порошенко», «Народный фронт», «Самопомощь», Радикальная партия Олега Ляшко, Батькивщина.
11 декабря 2014 года Верховная Рада Украины утвердила программу правительства Яценюка. Принятая программа подразумевала проведение реформ в различных сферах, а также изменения в системе социального обеспечения, в частности отмену неэффективных льгот, налогообложение высоких пенсий. Государственный сектор планировалось сократить на 10 %. Также планировался отказ от внеблокового статуса Украины и введение «стандартов НАТО». Ежегодные расходы на оборону и правоохранительные органы планировалось увеличить до 5 процентов ВВП (с 1,8 процента в 2014 году).
10 апреля 2016 года Арсений Яценюк заявил, что уходит в отставку с поста премьер-министра Украины. Отставку Яценюка утвердили в Верховной Раде Украины 14 апреля.

## Состав правительства
После назначения Арсения Яценюка премьер-министром, было объявлено, что новое правительство будет создано за 10 дней. Яценюк заявил, что уже готов проект бюджета Украины на будущий год, отметив, что речь идет не только о законопроекте бюджета, но и обо всем пакете бюджетного законодательства.
Правительство стало рекордным за всю историю Украины по количеству гривневых миллионеров — таковыми являются 8 членов правительства (в последнем Кабмине Николая Азарова таковых было пятеро).
Отсутствует должность первого вице-премьер-министра.
На заседании Рады, было заявлено, что предположительно вице-премьером по евроинтеграции может стать литовец, одним из министров экономического блока — американец, а министерство внутренних может возглавить представитель Грузии. Инициатива назначить иностранных граждан на руководящие должности в правительстве, по мнению депутата от партии «Народный фронт» Сергея Высоцкого, принадлежит представителям фракции «Блок Петра Порошенко».
2 декабря состав Правительства был утверждён 288 голосами «за» (1 — «против», 30 воздержались). Петр Порошенко подписал указ о присвоении всем иностранцам, которым предложено занять министерские посты, гражданства Украины.
| Должность | Руководитель                        | Фото                                | Партия                                | Вступил в должность |
| --- | ----------------------------------- | ----------------------------------- | ------------------------------------- | ------------------- |
| Премьер-министр                                                                                                |                                     |                                     |                                       |                     |
| Арсений Петрович Яценюк                                                                                        |                                     | Народный фронт                      | 27 февраля 2014                       |                     |
| Вице-премьер-министр                                                                                           |                                     |                                     |                                       |                     |
| Валерий Николаевич Вощевский                                                                                   |                                     | Радикальная партия Олега Ляшко      | 2 декабря 2014                        |                     |
| Вакансия |                                     |                                     | 17 сентября 2015                      |                     |
| Вице-премьер-министр — Министр культуры                                                                        |                                     |                                     |                                       |                     |
| Вячеслав Анатольевич Кириленко                                                                                 |                                     | Народный фронт                      | 2 декабря 2014                        |                     |
| Вице-премьер-министр — Министр регионального развития, строительства и жилищно-коммунального хозяйства Украины |                                     |                                     |                                       |                     |
| Геннадий Григорьевич Зубко                                                                                     |                                     | Беспартийный (Блок Петра Порошенко) | 2 декабря 2014                        |                     |
| Министр аграрной политики и продовольствия                                                                     | Алексей Михайлович Павленко         |                                     | Беспартийный («Самопомощь»)           | 2 декабря 2014      |
| Министр внутренних дел                                                                                         | Арсен Борисович Аваков              |                                     | Народный фронт                        | 22 февраля 2014     |
| Министр экологии и природных ресурсов                                                                          | Игорь Анатольевич Шевченко          |                                     | Беспартийный («Батькивщина»)          | 2 декабря 2014      |
| Министр экологии и природных ресурсов                                                                          | Вакансия                            |                                     |                                       | 2 июля 2015         |
| Министр экологии и природных ресурсов                                                                          | Сергей Иванович Курыкин (и. о.)     |                                     | Беспартийный                          | 12 августа 2015     |
| Министр экологии и природных ресурсов                                                                          | Вакансия                            |                                     |                                       | 27 января 2016      |
| Министр экологии и природных ресурсов                                                                          | Анна Александровна Вронская (и. о.) |                                     | Беспартийный                          | 3 февраля 2016      |
| Министр экономического развития и торговли                                                                     | Айварас Абромавичюс                 |                                     | Беспартийный («Блок Петра Порошенко») | 2 декабря 2014      |
| Министр энергетики и угольной промышленности                                                                   | Владимир Васильевич Демчишин        |                                     | Беспартийный («Блок Петра Порошенко») | 2 декабря 2014      |
| Министр информационной политики                                                                                | Юрий Ярославович Стець              |                                     | Блок Петра Порошенко                  | 2 декабря 2014      |
| Министр иностранных дел                                                                                        | Павел Анатольевич Климкин           |                                     | Беспартийный                          | 19 июня 2014        |
| Министр инфраструктуры                                                                                         | Андрей Николаевич Пивоварский       |                                     | Беспартийный («Блок Петра Порошенко») | 2 декабря 2014      |
| Министр обороны                                                                                                | Степан Тимофеевич Полторак          |                                     | Беспартийный                          | 14 октября 2014     |
| Министр образования и науки                                                                                    | Сергей Миронович Квит               |                                     | Блок Петра Порошенко                  | 27 февраля 2014     |
| Министр здравоохранения                                                                                        | Александр Квиташвили                |                                     | Беспартийный («Блок Петра Порошенко») | 2 декабря 2014      |
| Министр социальной политики                                                                                    | Павел Валерьевич Розенко            |                                     | Блок Петра Порошенко                  | 2 декабря 2014      |
| Министр финансов                                                                                               | Наталья Энн Яресько                 |                                     | Беспартийная («Блок Петра Порошенко») | 2 декабря 2014      |
| Министр юстиции                                                                                                | Павел Дмитриевич Петренко           |                                     | Народный фронт                        | 27 февраля 2014     |
| Министр молодёжи и спорта                                                                                      | Игорь Александрович Жданов          |                                     | Батькивщина                           | 2 декабря 2014      |
| Министр Кабинета министров                                                                                     | Анна Владимировна Онищенко          |                                     | Беспартийный («Народный фронт»)       | 2 декабря 2014      |